# Fabien Merciris
Fabien Merciris (ur. 15 maja 1977 w Chartres) – francuski kolarz torowy i szosowy oraz triathlonista, brązowy medalista torowych mistrzostw świata.

## Kariera
Pierwszy sukces w karierze Fabien Merciris osiągnął w 1998 roku, kiedy wraz z kolegami wygrał zawody Pucharu Świata w kolumbijskim Cali. W 2002 i 2003 roku zajmował trzecie miejsce w torowych zawodach Nouméa Six Days, w obu przypadkach jego partnerem był Franck Perque. Największy sukces w karierze Fabien osiągnął na mistrzostwach świata w Stuttgarcie w 2003 roku, gdzie wspólnie z Perque, Jérôme'em Neuville'em i Fabienem Sanchezem wywalczył brązowy medal w drużynowym wyścigu na dochodzenie. W 2004 roku w tej samej konkurencji drużyna francuska zwyciężyła w zawodach Pucharu Świata w Aguascalientes. Merciris znalazł się w kadrze Francji na igrzyska olimpijskie w Atenach 2004 roku, jednak ostatecznie na nich nie wystąpił. Od 2007 roku uprawia triathlon.